# 공부 (유적)

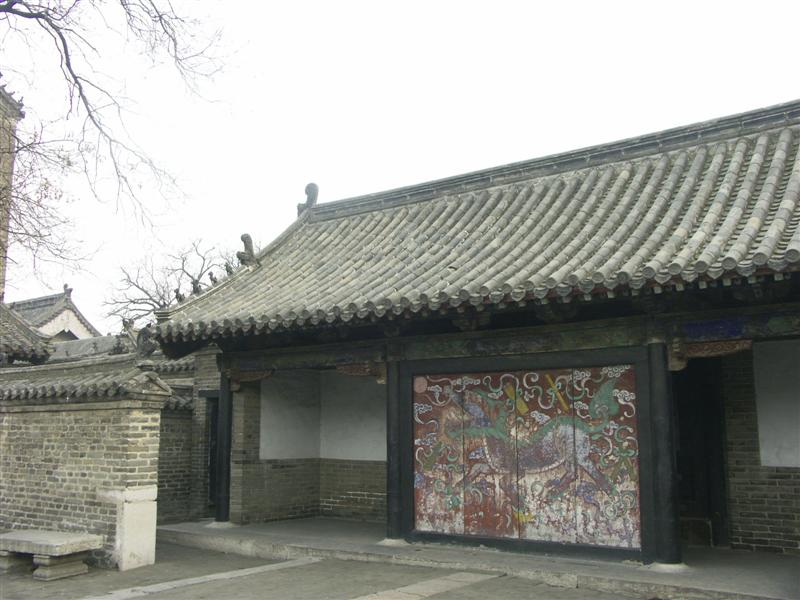
행공부

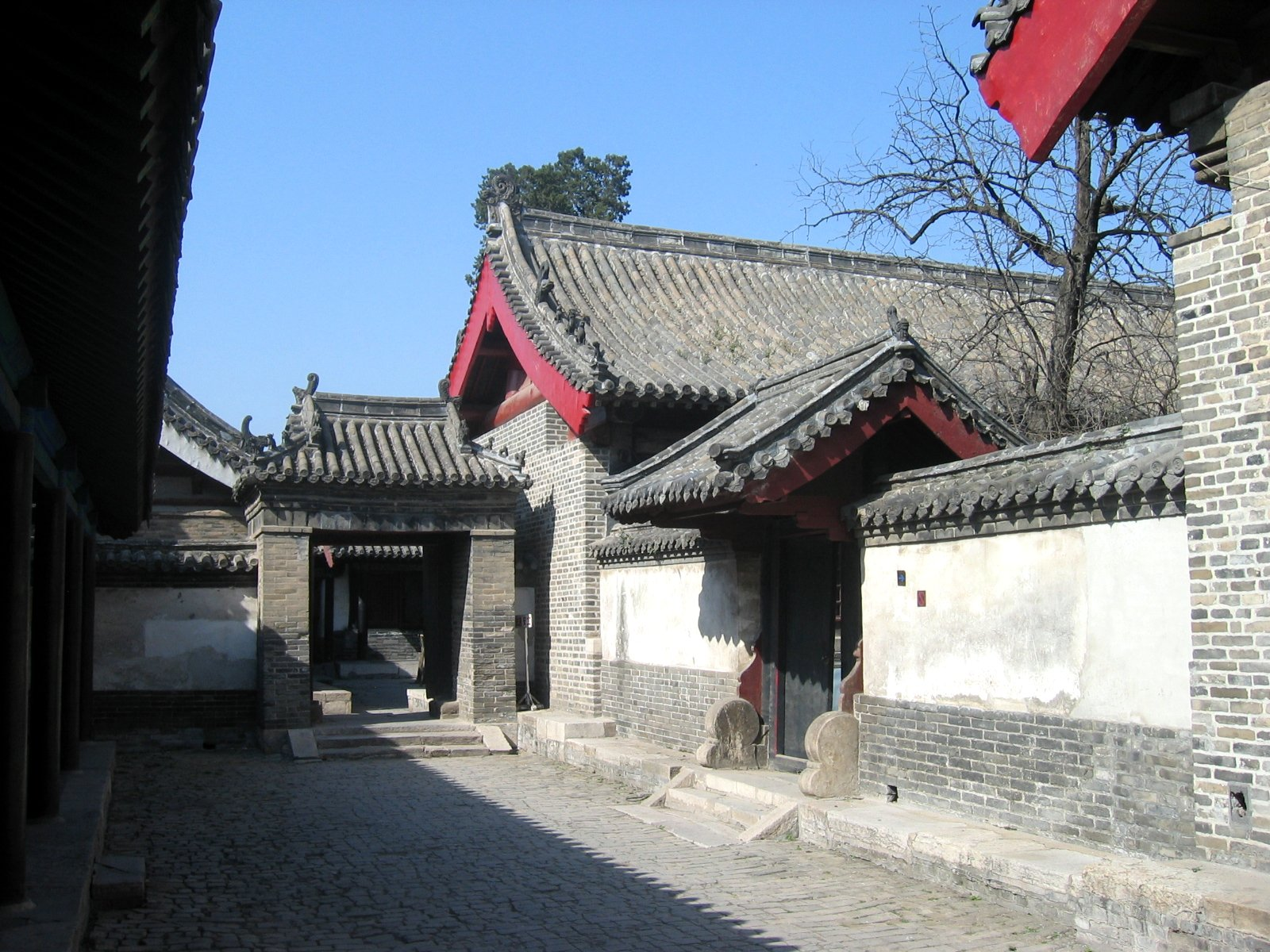
공부의 내부

공부(孔府)는 중화인민공화국 산둥성 취푸 시 중심부에 위치한 공자의 직계 자손과 그 가족이 살았던 저택을 말한다. 공자를 제사 하는 공묘 동쪽에 위치한다. 역대 왕조의 보호를 받고 있던 공자 직계 자손(공가)이 거주했기 때문에 중국 유수한 규모를 자랑하는 저택이었지만, 공가는 중화인민공화국 건국 후에 타이완으로 이주하였고, 현재는 관광지로서 일반 공개되고 있다. 1994년 유네스코의 세계문화유산에 공묘, 공림과 함께 삼공으로 등록되었다.

## 역사
공가(孔家)는 대대로 황제로부터 보호되어 벼슬이 주어졌다. 전한 성립 후의 기원전 195년, 고조 유방은 공자의 9대 자손인 공등을 봉사군(奉祀君)에 봉했고, 1055년(지화 2년) 송나라 왕조가 공가를 〈연성공〉(衍聖公)에 봉해 이후 중화민국의 성립까지 습위 되었다.
공가는 공자에게 제사를 지내는 공묘와 공자와 그 일족의 묘소인 공림을 유지 관리하기 때문에 취푸에 저택을 마련했다.또 공가는 공묘에 수확, 상제, 탄생일 등의 길일과 조일에 의식을 거행하는 역할도 담당하여, 중국 역사 상에서 가장 넓은 농지를 소유하며 관리하는 대지주이기도 했다.
1038년(보원 원년) 최초의 저택은 공묘에 인접해 건설되었지만, 1377년(홍무 10년) 재건 시에 공묘로부터 약간 떨어진 위치로 옮겨졌다. 1503년(홍치 16년)에는 대규모 확장공사가 진행되어 객방의 총수가 560실로 늘어났고, 공묘와 같이 중정이 삼 열의 건축군으로 재편되었다. 공부는 1838년(도광 18년)에 완전한 개수를 받았지만, 불과 47년 후의 1887년(광서 13년)에 화재로 소실되었고, 2년 후에 다시 재건되었다. 19세기에 진행된 대개수와 재건의 비용은 모두 청나라 조정의 국고보조로 지출되었다.
저택에는 1937년까지 공가가 거주하고 있었지만, 중화인민공화국의 성립으로 공가의 본가가 중화민국을 따라 타이완으로 피난을 가서 제 76대가 타이완에 이주하여 살고 있다.
현재의 공부는 12,470km2의 면적에, 480 개의 객방이 있는 152 채의 건물로 구성되어 있다. 공부의 평면은 전통적인 중국의 저택 양식에서, 정문의 전방에 있는 공적 구역과 후방에 있는 사적 구역으로부터 구성되어 있다. 공적 구역 부분은 칙사나 고관을 접견하고, 제례나 소유지 등에 관한 사무를 실시하는 장소이다. 사적 구역은 유교 상의 질서나 서열에 따라 거주자의 주거 공간이 구분되고 있다. 연장자는 중앙의 큰 세 채의 건물을 사용하고, 그 다음의 서열을 가진 사람이 동쪽의 건물에 거주하고 있었다.

## 같이 보기
- 삼공
- 공림
- 공묘